# Helicops danieli
Helicops danieli — вид змій родини полозових (Colubridae). Ендемік Колумбії.

## Поширення і екологія
Helicops danieli поширені на півночі Колумбії. Вони живуть у вологих тропічних лісах в басейнах Магдалени і Сіну, на берегах водно-болотних угідь. Зустрічаються на висоті до 500 м над рівнем моря.